# Crianças desaparecidas no Paraná nas décadas de 1980 e 1990
As crianças desaparecidas no Paraná nas décadas de 1980 e 1990 referem-se a uma onda de desaparecimentos de crianças entre o início dos anos 1980 e meados de 1990. O desaparecimento de Guilherme Caramês Tibustius, em 1991, levou a criação do Serviço de Investigação de Crianças Desaparecidas (Sicride) em 1995, o que ajudou a diminuir e a resolver este tipo de crime no estado a partir de então. 
Em 2017, dos 28 casos de desaparecimento de crianças em aberto no Paraná, nove eram dos anos 1990 e quatro da década de 1980, ou seja, havia 13 crimes destas décadas ainda sem solução.

## Vítimas

### Desaparecidos
Em julho de 2022, conforme portais oficiais, mais de dez crianças que sumiram entre os anos 1980-1990 continuam desaparecidas:
- Ednilton Palma: desapareceu em Maringá, com 10 anos de idade, em março de 1992;[6][2][4][5][7]
- Adriano Marques da Silva: desapareceu em Cascavel, com 08 anos de idade, em julho de 1986;[2][4][5]
- Rodrigo Novick de Oliveira: desapareceu em Curitiba com apenas 1 ano de idade, em outubro de 1987;[2][4][5]
- Ewerton de Lima Vicente Gonçalves: desapareceu em Curitiba, com 4 anos de idade, em dezembro de 1988;[2][4][5]
- Guilherme Caramês Tibustius: desapareceu em Curitiba, com 8 anos, em junho de 1991; a luta da mãe do menino, Arlete, na busca pelo filho levou à criação do Serviço de Investigação de Crianças Desaparecidas (Sicride) em 1995;[6][8][2][4][5]
- Edson Rodrigo Batista da Silva: desapareceu em Londrina, com 6 anos de idade, em abril de 1992;[2][4][5]
- Lucinéia Silvéria da Silva: desapareceu em Araucária, com 4 anos de idade, em abril de 1992;[9][2][4][5]
- Gislaine Aparecida Ferreira: desapareceu em Colombo, aos 6 anos de idade, em novembro de 1992;[2][4][5]
- Leticia Morais de Oliveira: desapareceu em Iporã, aos 3 anos de idade, em agosto de 1995;[2][4][5]
- Osnei Ranea: desapareceu em Curitiba, aos 11 anos de idade, em março de 1997;[2][4][5]
- Kelly Cristina da Silva: desapareceu em Curitiba, aos 6 anos de idade, em dezembro de 1997.[2][4][5]

### Restos mortais encontrados
Algumas das crianças encontradas, cujos restos mortais foram identificados, estão abaixo nomeadas. No entanto, muitos destes casos não foram solucionados, ou seja, não se sabe o que aconteceu exatamente e se houve crime, quem foi ou foram os autores. "É uma mácula na história do Paraná", disse a apresentadora do Operação Policial, se referindo aos casos de Leandro Bossi e Evandro, que não foram solucionados.

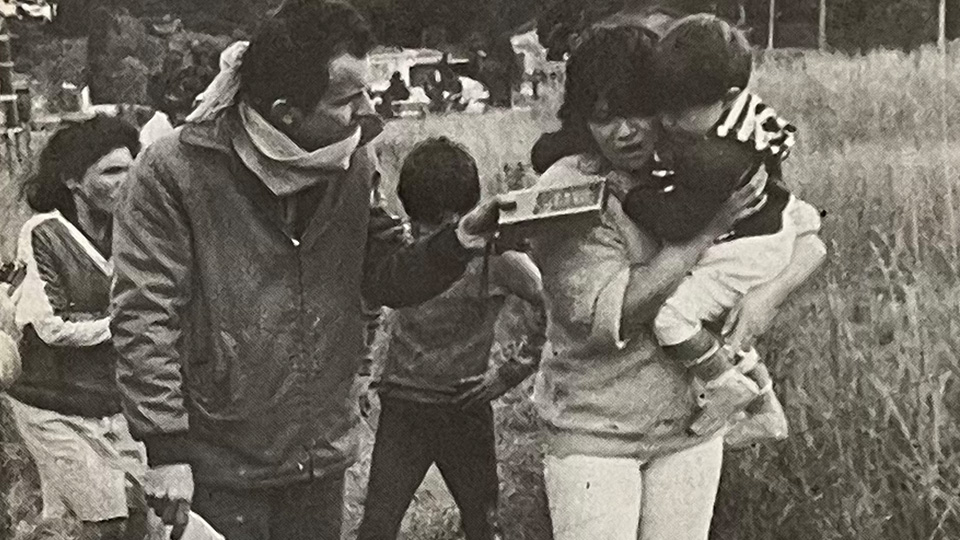
Sueli no momento do reconhecimento do corpo de sua irmã Sandra Mateus da Luz, em 12 de junho de 1989.

- Sandra Mateus da Luz: desapareceu em Mandirituba, atual Fazenda Rio Grande, com 11 anos de idade, em 04 de junho de 1989; corpo encontrado em um descampado da cidade em 12 de junho de 1989, sem a máscara facial, escalpelada, sem as mãos e com outras violações;[10]
- Leandro Correia: desapareceu em maio de 1990, na cidade de Roncador, aos 3 anos de idade; restos mortais identificados por exame de DNA 20 anos depois;[11]
- Leandro Bossi: desapareceu em fevereiro de 1992, aos seis anos, na cidade de Guaratuba; corpo encontrado num matagal da cidade em 1993; restos mortais identificados por exame de DNA em 2022;[12]
- Evandro Ramos Caetano: desapareceu em abril de 1992, aos seis anos, na cidade de Guaratuba; corpo encontrado num matagal da cidade em 11 de abril, escalpelado, sem as mãos e com outras violações; caso levou a um grave erro do sistema policial e jurídico, devido à condenação de cinco pessoas inocentes.[13]
- José Carlos dos Santos: desapareceu em Maringá, com 11 anos de idade, em março de 1992 [2][4]. A Polícia Civil do Paraná, 31 anos depois, confirmou que restos mortais encontrados em uma mata, na mesma época e região do desaparecimento, pertencem a José Carlos.[14]